# Judenzählung
Le Judenzählung (« Comptage des Juifs ») ou Judenstatistik (« Statistique sur les Juifs ») désigne en allemand le recensement effectué le 1er novembre 1916 par l'état-major afin de compter tous les soldats juifs dans l'armée allemande pendant la Première Guerre mondiale. Elle devait aussi déterminer le nombre de Juifs aptes à la guerre, ceux servant sur le front, les déplacés, les engagés volontaires, les sursitaires, ainsi que le nombre de conscrits juifs tombés au front.
Le décret du ministre prussien de la guerre, Adolf Wild von Hohenborn, du 11 octobre 1916, répond à l'antisémitisme généralisé du corps des officiers allemands et à la violente propagande des organisations, partis politiques et médias antisémites de l'époque, accusant les Juifs d'« embusqués », qui chercheraient par tous les moyens à se faire exempter du service militaire ou à trouver des excuses pour ne pas être envoyés au front.
En 1922, une étude précise a montré qu'avec 17,3 %, les Juifs allemands ont été mobilisés au service de la guerre dans les mêmes proportions que les non-Juifs, bien que pour des raisons professionnelles et d'âge, seulement 15,6 % des Juifs ont été astreints aux obligations militaires. 77 % d'entre eux ont participé à des engagements sur le front, ce qui, proportionnellement, est identique aux soldats non-Juifs.

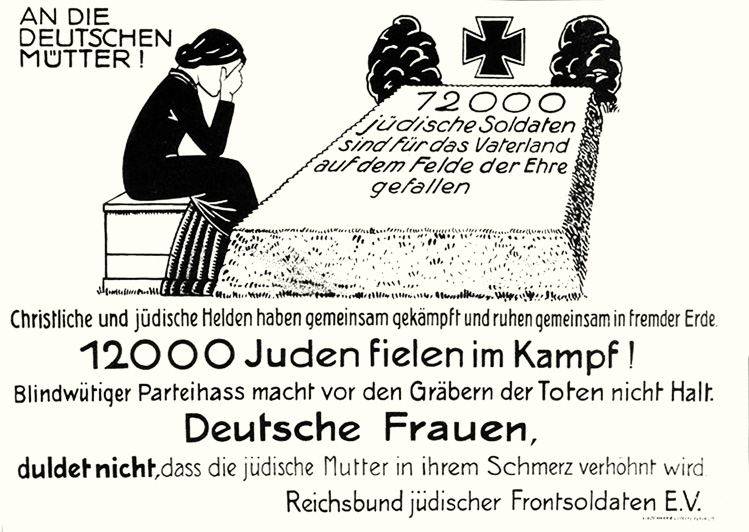
Affiche éditée par les Associations d'anciens combattants juifs, indiquant que 12000 Juifs périrent au front pendant la Première Guerre mondiale. Cette affiche est publiée en 1920 en réponse aux accusations de la Dolchstoßlegende qui agitaient l'opinion publique.

## Arrière-plan

### Début de la guerre
L'enthousiasme nationaliste dans de nombreuses couches de la population allemande, au début de la Première Guerre mondiale, devait également réduire ou effacer les différences sociales, religieuses, partisanes et régionales. Ainsi l'empereur Guillaume II proclame dans son discours au Reichstag, à l'occasion du consentement unanime du SPD au Burgfrieden, l'équivalent allemand de l'Union sacrée française:
« Je ne reconnais plus aucun parti, je ne connais maintenant que des Allemands ! Suite à votre ferme détermination à vous engager avec moi, sans distinction politique, sans distinction d'origine, sans distinction confessionnelle, à travers vents et marées, dans le danger et dans la mort, je demande aux chefs de partis de s'avancer et de me le promettre personnellement. »
La guerre semble, pour beaucoup d'Allemands juifs de l'empire, être l'occasion de prouver leur patriotisme. En conséquence, les organisations juives telles que le Central-Verein deutscher Staatsbürger jüdischen Glaubens (Association centrale des citoyens allemands de religion juive) appellent, en 1914, leurs membres à s'inscrire à l'armée. De nombreux tracts et proclamations sont publiés par ces organisations, tels que celui écrit par le Jüdische Rundschau (La Revue juive):
« Aujourd'hui, nous, Juifs allemands, malgré toute l'hostilité que nous rencontrons en temps de paix, ne ressentons aucune différence par rapport aux autres Allemands. Fraternellement, nous sommes solidaires dans le combat. »
Quelque 100 000 Juifs allemands sont mobilisés pour partir à la guerre, et parmi eux 10 000 volontaires. Pour la première fois dans l'armée prussienne, les Juifs peuvent être nommés dans le rang des officiers. Jusqu'au Judenzählung, beaucoup veulent se distinguer et par leur bravoure exceptionnelle, vaincre l'opposition très répandue parmi les soldats et officiers non-juifs. Pour de nombreux non-Juifs, la participation des Juifs à la guerre est considérée comme un test permettant de prouver leur loyauté.

### La première année de guerre
L'antisémitisme réapparait apparemment dès les premières semaines de la guerre et de fait, la lutte contre la propagande antisémite est interdite et soumise à la censure d'État. Les Allemands s'attendent à une victoire rapide sur les États de la Triple-Entente (France, Royaume-Uni, Russie). Mais déjà, fin août 1914, quelques membres, certes peu nombreux, mais parmi eux plusieurs responsables de grands groupes d'intérêt, réunis dans une alliance antisémite, réclament dans un bulletin interne, que soit ouverte une enquête de guerre sur la participation active des Juifs dans l'armée et dans les institutions de charité publique. Cela doit susciter des doutes sur le patriotisme des juifs allemands et les accuser d'être responsables de la situation d'urgence quotidienne présente. Cette campagne est appuyée par la Alldeutscher Verband (Ligue pangermaniste). Son vice-président, Konstantin von Gebsattel, déclare, en décembre 1914, que la résolution de la question juive consistant en l'exclusion et l'expulsion des Juifs allemands, est un objectif de guerre de l'Allemagne.

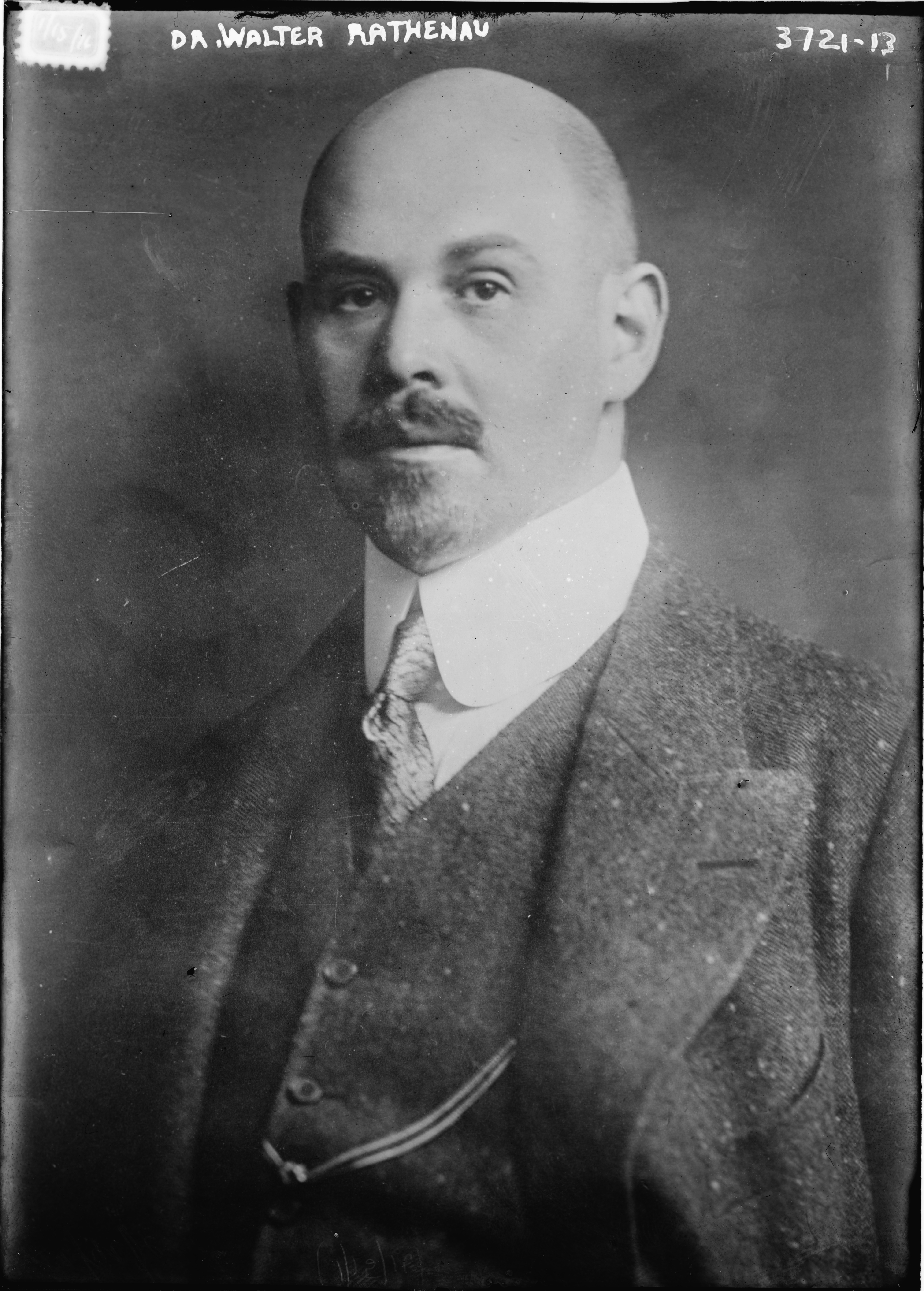
Walther Rathenau (1867-1922)
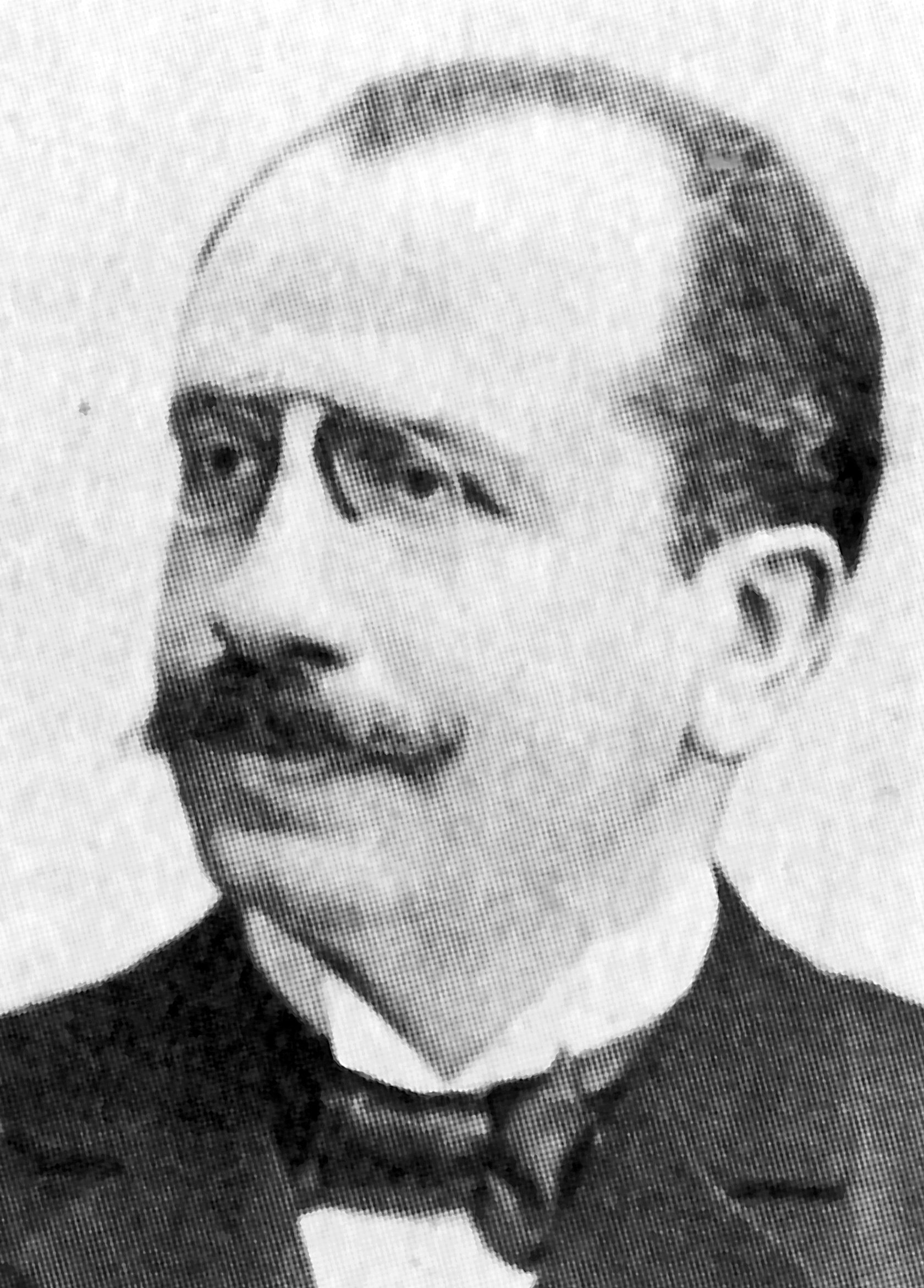
Albert Ballin (1857-1918)
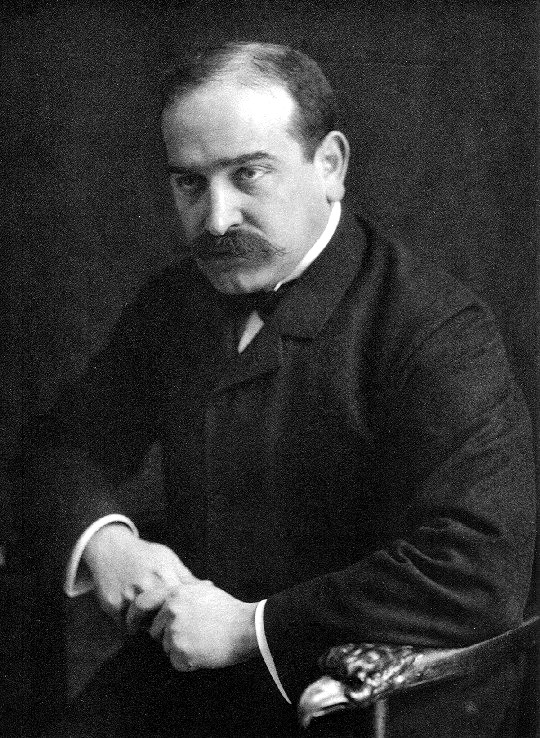
Max Warburg (1867-1946)

Après le premier hiver de guerre, l'espoir d'une victoire rapide disparait. Le nombre de victimes augmente dans les tranchées et la guerre de positions s'installe à l'ouest. Le blocus britannique empêche l'importation de matières premières nécessaires à la guerre en provenance de pays neutres, entrainant l'Allemagne dans de graves pénuries. Le ministère de la guerre crée alors un nouveau département chargé du ravitaillement de l'armée en matières premières. Walther Rathenau est nommé à la tête de ce département. À l'initiative de l'armateur de Hambourg Albert Ballin, du banquier de Hambourg Max Warburg et de son mandataire général Carl Melchior, la compagnie Zentral-Einkaufsgesellschaft (Compagnie centrale d'achats) est fondée, qui par un réseau de sociétés nationales, est chargée de l'importation de pays neutres, des denrées alimentaires, des matières premières et des fournitures. Les quatre personnes mentionnées ci-dessus sont d'origine juive, et environ dix pour cent de ces nouvelles sociétés sont dirigées par des juifs, dont c'était le secteur d'activité traditionnel en raison de leur forte implication dans le commerce de gros des grandes villes.
Au printemps 1915, le Bund der Landwirte (Fédération des agriculteurs), un mouvement fortement antisémite, commence à s'agiter ouvertement contre  la "subversion juive" et le "défaitisme juif",. Compte tenu des persécutions croissantes, plusieurs associations juives, dont le Central-Verein deutscher Staatsbürger jüdischen Glaubens (Association centrale des citoyens allemands de religion juive), le Verein zur Abwehr des Antisemitismus (Association de défense contre l'antisémitisme) et la Fédération des associations juives, décident la création d'un  "Comité pour des statistiques de guerre". Ce comité, par des réunions communautaires et des visites à domicile, va recueillir les données concernant l'âge, la profession et la ville d'origine de tous les soldats juifs de presque toutes les communautés juives d'Allemagne, et réunir ces résultats dans un rapport unique. Le président de ce comité est Heinrich Silbergleit, directeur de l'Office de statistique de la ville de Berlin et son directeur scientifique Jacob Segall.

### La deuxième année de guerre
Pendant l'hiver 1915-1916, les antisémites redoublent leurs campagnes contre les hommes d'affaires, les commerçants, les banquiers et les hommes politiques juifs aussi bien à l'intérieur de l'armée qu'en dehors. Des blagues contre les Juifs circulent parmi les militaires et des couplets tels que "Überall grinst ihr Gesicht, nur im Schützengraben nicht!" (Leur visage ricane partout, mais pas dans les tranchées) deviennent populaires. Les officiers et les nationalistes radicaux propagent des rumeurs sur les soldats juifs, qu'ils manquent d'énergie et de courage; qu'ils sont souvent physiquement inadaptés à la vie de soldat. Dans le même temps de très nombreuses plaintes anonymes arrivent au Ministère de la guerre, signalant que les soldats juifs en très grand nombre arrivent à se soustraire du front, qu'ils utilisent l'argent et leurs connexions pour être affectés à l'arrière dans les bureaux, les postes de commandement et les services d'approvisionnement, qu'ils entrent à des postes importants dans les sociétés d'approvisionnement, qu'ils exercent ainsi une influence néfaste sur l'économie de guerre tout en s'enrichissant sur le dos de la population.
Pour éviter la promotion et la décoration de Juifs, les associations d'officiers prennent contact avec les organisations antisémites. Le Alldeutsche Verband (Ligue pangermaniste), le Deutschvölkische Partei (Parti du peuple allemand), le Reichshammerbund (Ligue du marteau du Reich) et d'autres associations antisémites prétendent de façon toujours plus agressive que les Juifs se soustraient à leurs responsabilités. Ils accusent les propriétaires d'entreprises juifs d'être responsables de la flambée des prix, de thésauriser, de bloquer les réserves alimentaires, de privilégier leurs coreligionnaires, de conspirer avec les Britanniques contre le peuple allemand. Les principaux groupes antisémites, qui se fonderont en 1919 dans le Deutsch-Völkischen Schutz- und Trutzbund (Fédération nationaliste allemande de protection et de défense), vont distribuer des dizaines de milliers de tracts contre les Juifs de l'arrière, ces messieurs de la religion indisponible, que l'on a rarement vus au front lors des assauts.
Ces pamphlets attaquent également des membres du gouvernement d'origine juive ou considérés comme pro-Juifs. Theobald von Bethmann Hollweg, par exemple, est désigné en mars 1915 comme le chancelier des Juifs allemands,. Ce même mois, Walther Rathenau doit renoncer à son bureau au ministère de la guerre en raison de cette hostilité. Il écrit en août 1916: 
« Plus les juifs tomberont dans cette guerre, plus leurs adversaires tenteront de prouver qu'ils étaient assis à l'arrière en train d'aider les profiteurs de guerre. La haine va doubler ou tripler. »
Le 16 mars 1916, Theodor Fritsch, le fondateur, et Alfred Roth, le responsable fédéral du Reichshammerbund, envoient un "mémorandum" à l'empereur, aux ministres, aux souverains des Länder, aux députés du Reichstag et à un certain nombre de personnalités connues. Ils décrivent le sort de la population, en particulier dans les grandes villes, et ils montrent du doigt les profiteurs de guerre et les entreprises de guerre. Elles sont incompétentes et le plus souvent gérées par des Juifs. Elles leur servent de refuge loin de la ligne de front. Elles forment un écheveau juif de la vie économique allemande à travers le système mis en place par Rathenau et Ballin. L'empereur doit mettre fin à cette trêve politique et punir les coupables désignés. Cette missive est suivie par plusieurs autres du même acabit provenant du même cercle, mais cette fois anonymes.
Un profond ressentiment se fait sentir au Reichstag contre les profits des industriels de guerre et de l'armement et une commission est spécialement formée pour les contrôler. Beaucoup d'historiens actuels voient en ces attaques antisémites une manœuvre de diversion.
Le 9 juin 1916, le colonel von Ernst Wrisberg, directeur du département général de la guerre au ministère de la guerre, les commandants d'armée et les ministres de la guerre des Länder allemands sont convoqués à une réunion portant sur la question des indemnisations en cas de décès ou de blessures, et sur la question des embusqués. Plusieurs plaintes sont émises concernant la prétendue fréquente exonération des Juifs du service militaire; ces hommes sans conscience qui se retrouvent dans des postes commerciaux ou industriels, et qui réussissent à faire venir leurs coreligionnaires sous prétexte qu'ils sont indispensables. Ceci conduit à une domination économique des Juifs. Cependant, il y a une forte opposition à la requête du Reichshammerbundes. L'administration de l'armée doit éviter toute position spéciale à l'encontre des Juifs. D'autres intervenants réclament des statistiques afin d'exclure toutes combines juives, comme des certificats médicaux d'exemption de service militaire pour les recrues juives délivrés par des médecins militaires juifs.
Le 17 juin 1916, le député au Reichstag, Ferdinand Werner, pose une question parlementaire au ministre de la Guerre de Prusse:
« 1/. À combien d'entreprises et à combien de négociants a-t-on retiré la fourniture de l'armée? Comment s'appellent ces sociétés et ces négociants et où habitent-ils? 
 2/. Combien de personnes de race juive sont au front?  Combien sont à l'arrière? Combien dans l'administration des garnisons, à l'intendance etc.?
 3/. Combien de juifs ont été réclamés et/ou désignés comme indispensables à ces postes? »
Le 16 juillet 1916, l'état-major du corps d'armée de Stettin (Szczecin) informe le ministre de la guerre de plaintes indiquant que de nombreux Juifs valides et en âge d'être mobilisés ont été exemptés de service militaire et ceci en invoquant toutes sortes de prétextes. Cela favorise une agitation antisémite dans le public. Pour éviter ce trouble à la trêve politique, le ministère doit envoyer avec énergie les gens ci-dessus mentionnés au front et empêcher les réclamations excessives des Juifs à occuper des postes administratifs, tels que commissaires aux grains, négociants en bétail, acheteurs de peaux ou autres.
Le 29 août 1916, le Kaiser Guillaume II nomme Paul von Hindenburg nouveau chef de l'État-major général et Erich Ludendorff comme premier quartier-maître général. Cela marque un changement de politique militaire. Un mois plus tard, le ministre de la guerre adjoint, Franz August von Wandel, doit  se retirer. C'est lui qui, en 1914, avait fait adopter le décret permettant aux soldats juifs d'intégrer le corps des officiers.

## Le décret et sa mise en œuvre
Le 11 octobre 1916, le ministre prussien de la guerre, Adolf Wild von Hohenborn, délivre le décret suivant aux armées:  
« Des plaintes arrivent de façon permanente au ministère de la guerre, selon lesquelles un nombre disproportionné de conscrits de religion israélite est exempté de service militaire ou s'efforce de l'être sous toutes sortes de prétextes. D'après ces informations, on doit aussi comprendre qu'un grand nombre de Juifs effectuant leur service militaire réussissent à trouver un refuge loin de la ligne de front, à l'arrière ou dans leur région d'origine, en tant qu'employé de bureau ou de secrétariat. 
 Pour vérifier ces plaintes et pouvoir le cas échéant réagir, le ministère de la guerre demande de procéder à une vérification en remplissant les formulaires 1 et 2 ci-joints. »
Deux questionnaires sont attachés au texte du décret, que tous les corps de troupe doivent retourner remplis à leur gouverneur général, qui doit les lui renvoyer avant le 1er décembre 1916 au ministère de la Guerre. Le premier questionnaire porte sur la proportion de Juifs parmi les conscrits, le second sur les réformés, les sursis, les transferts vers l'arrière des Juifs. Aucune instruction détaillée sur la façon de mener l'enquête n'est jointe au questionnaire. Aucune indication de nom n'est exigée, et la façon de réaliser l'enquête est laissée au bon vouloir des postes de commandement.
On peut noter que certaines des phrases du décret, telles que: "un nombre disproportionné de conscrits"; "sous toutes sortes de prétextes", "un grand nombre de Juifs effectuant leur service militaire réussissent à trouver un refuge loin de la ligne de front" sont directement reprises du pamphlet antisémite du Reichshammerbund. Comme Ernst von Wrisberg est le responsable des pétitions et des plaintes auprès du ministère de l'économie de guerre et qu'il avait déjà fait des déclarations similaires lors de réunions militaires en juin, il est considéré comme l'auteur du décret. Ludendorff, le cosignataire, quant à lui, n'a jamais mentionné le recensement.
Après les premières protestations publiques, Wrisberg participe à la session du Reichstag du 3 novembre 1916 et dément toute motivation antisémite du ministère de la guerre:  
« Cette décision a pour unique but de recueillir des données statistiques, et d'examiner les allégations qui sont portées contre les Juifs. Cette décision, bien entendu, ne poursuit aucune intention antisémite. »
Il confirme ainsi pour la première fois officiellement l'ordre du comptage des Juifs. Malgré l'augmentation des protestations et l'appel par deux partis politiques ainsi que par les organisations juives à l'annulation de l'enquête, le ministre prussien de la guerre, Hohenborn, le 11 novembre 1916, publie un décret d'exécution. Celui-ci rejette toutes les accusations d'antisémitisme et récuse que l'enquête ait pour origine le comportement des soldats juifs lors des combats. Il interdit aussi à tous les commandements d'éloigner les Juifs de leur poste actuel.
La date fixée pour le retour des questionnaires est souvent dépassée. En février 1917, le comptage est arrêté par le nouveau ministre de la guerre, Hermann von Stein, sans aucune explication officielle.
Une telle étude effectuée dans un pays en guerre, fondée sur des accusations non justifiées, et concernant l'attitude d'une minorité, est à ce jour unique dans les annales militaires.

## Conséquences pendant la guerre

### Dans l'armée
Le décret renforce considérablement le ressentiment antijuif dans l'armée allemande. Les soldats juifs sont maintenant plus souvent dégradés et beaucoup plus rarement promus officiers, malgré leurs actions et leurs services. Ils sont exclus des possibilités de promotion offerte aux jeunes par l'armée. Ce n'est qu'après la forte augmentation des victimes de guerre dans le rang des officiers, que les Juifs seront de nouveau promus à des postes de commandement. Ceux-ci, ainsi que les médecins militaires et les employés administratifs juifs vont essayer de contrecarrer le recensement.
Bien que le Parti Conservateur et les organisations juives demandent à plusieurs reprises l'annonce des résultats de l'enquête, le ministère de la guerre rejette leurs demandes pour des considérations de paix intérieure en temps de guerre. Ce secret fortifie les mouvements antisémites dans leur thèse que les statistiques sur les Juifs dans l'armée étaient justifiées, surtout que certains fonctionnaires du ministère de la guerre répandent la rumeur que si les résultats sont publiés, ils auront un tel effet dévastateur sur les Juifs, qu'il faudrait assurer leur protection. De plus, des groupes d'antisémites radicaux contribuent activement à accroitre le fossé séparant les soldats juifs et les soldats non-juifs.
Le comptage provoque chez les soldats juifs une profonde blessure. Celui-ci leur démontre de façon évidente que ni la société, ni l'armée, ni le gouvernement n'ont reconnu leur patriotisme et leur sacrifice. Les journaux intimes et les lettres de l'époque montrent bien leurs sentiments de rejet, d'humiliation, et de stigmatisation.
Le sergent Julius Marx interpelle son commandant de compagnie, quand celui-ci voulut mentionner ses coordonnées sur le formulaire "Statistiques juive": « Qu'est-ce que cette absurdité? Va-t-on nous dégrader en soldats de deuxième classe et nous rendre ridicule devant toute l'armée? ». Il écrit dans son journal: « Pouah, au diable! En plus on offre sa vie pour son pays… ».
Le soldat Georg Meyer écrit à sa famille, deux mois avant d'être tué au front:  « Pour moi, c'est comme si je venais de recevoir un coup terrible ». Henriette Fürth (de), une féministe, socialiste et pacifiste, dont les deux fils combattent au front, écrit le poème Judenzählung pour la revue Liberales Judentum (Le judaïsme libéral) de janvier 1917, page 12.
L'enquête est suivie par d'autres mesures antisémites dans l'armée impériale. Les soldats juifs qui se plaignent des humiliations à la suite du recensement, sont dénoncés au ministère de la guerre, qui engage alors immédiatement contre eux une procédure pour faute. Fin novembre 1916, le  régiment d'artillerie de Magdebourg ordonne, l'envoi immédiat de tous les Juifs valides au front. En août 1917, le Commandement général de Stettin (Szczecin) ordonne à tous les conscrits juifs exemptés de service militaire par une commission spéciale, de repasser devant un conseil de révision. Malgré les protestations, le premier corps d'armée envoie tous les hommes de confession juive travaillant dans des services administratifs de l'armée, dans des services opérationnels. Ces ordres sont contraires au décret du 11 novembre 1916 du ministre de la guerre, de même que les rétrogradations de Juifs qui se sont produites dans certains corps d'armée. Les rumeurs du résultat désastreux du recensement s'étendent à toute l'armée, sans réaction du ministère. D'autre part, le commandement de l'armée refusera toujours de reconnaitre officiellement l'effort de guerre des soldats juifs.
Le colonel Max Bauer, l'officier de liaison de Ludendorff au gouvernement national et à la Ligue pangermanique, transmet en juillet 1918 un exposé de la situation à l'empereur et au prince héritier, dans lequel il décrit la force d'effritement de l'armée et du moral des soldats: il règne « avec raison….une énorme colère contre les Juifs. Car tandis que certains se sentent dans les rues de Berlin comme à Jérusalem, on ne voit à l'avant guère de Juifs. Presque tout le monde est scandalisé par leur piètre attirance, mais elle ne s'est pas améliorée »: 
« ... car le demander aux Juifs, c'est-à-dire au capital, qui de nouveau a la presse et le parlement dans la main, c'est impossible. »

### Au Reichstag

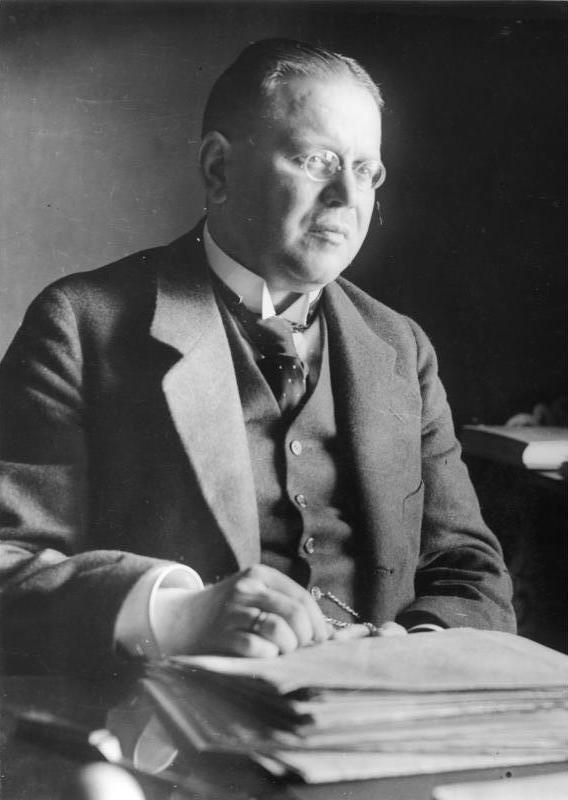
Matthias Erzberger du parti catholique du Centre

Matthias Erzberger, du parti  catholique du Centre, exige le 19 octobre 1916, lors d'une réunion de la commission des finances du Reichstag, que le chancelier impérial du Reich effectue le plus rapidement possible un « examen approfondi de tout le personnel travaillant dans les sociétés de guerre, ……, par sexe, situation militaire, salaire et religion et que ce rapport soit publié ». On ignore si Erzberger connaissait alors le décret de comptage des Juifs promulgué par le ministre de la guerre, et s'il voulait élargir ce comptage à tout le personnel militaire.
Sa demande est appuyée par le Parti Libéral national, par le Parti conservateur et par certains sociaux-démocrates. Gustav Stresemann du Parti libéral national est de cet avis:    
« Celui qui s'oppose à une clarification franche de la situation … laisse supposer qu'il a quelque chose à cacher. Mes amis et moi-même pensons qu'une franche clarification est le meilleur moyen pour couper court à toutes les rumeurs qui circulent. L'avenir prouvera quelle est la bonne tactique.  »
Les médias libéraux critiquent cette initiative, comme une rupture des principes libéraux et de la politique de la paix civile et comme un accommodement avec les antisémites. Il s'agit d'efficacité et pas de religion. S'aligner sur les antisémites pour les combattre est absurde; le dépouillement par appartenance religieuse ne ferait qu'augmenter la fracture entre Juifs et Chrétiens. La majorité du Parti social-démocrate (SPD) et le Parti populaire progressiste (FVP) réussissent à faire abandonner par la commission des finances le critère de confession. Le gouvernement refuse cette demande. Cependant, Carl Melchior décide de quitter son poste à la Compagnie centrale d'achats.

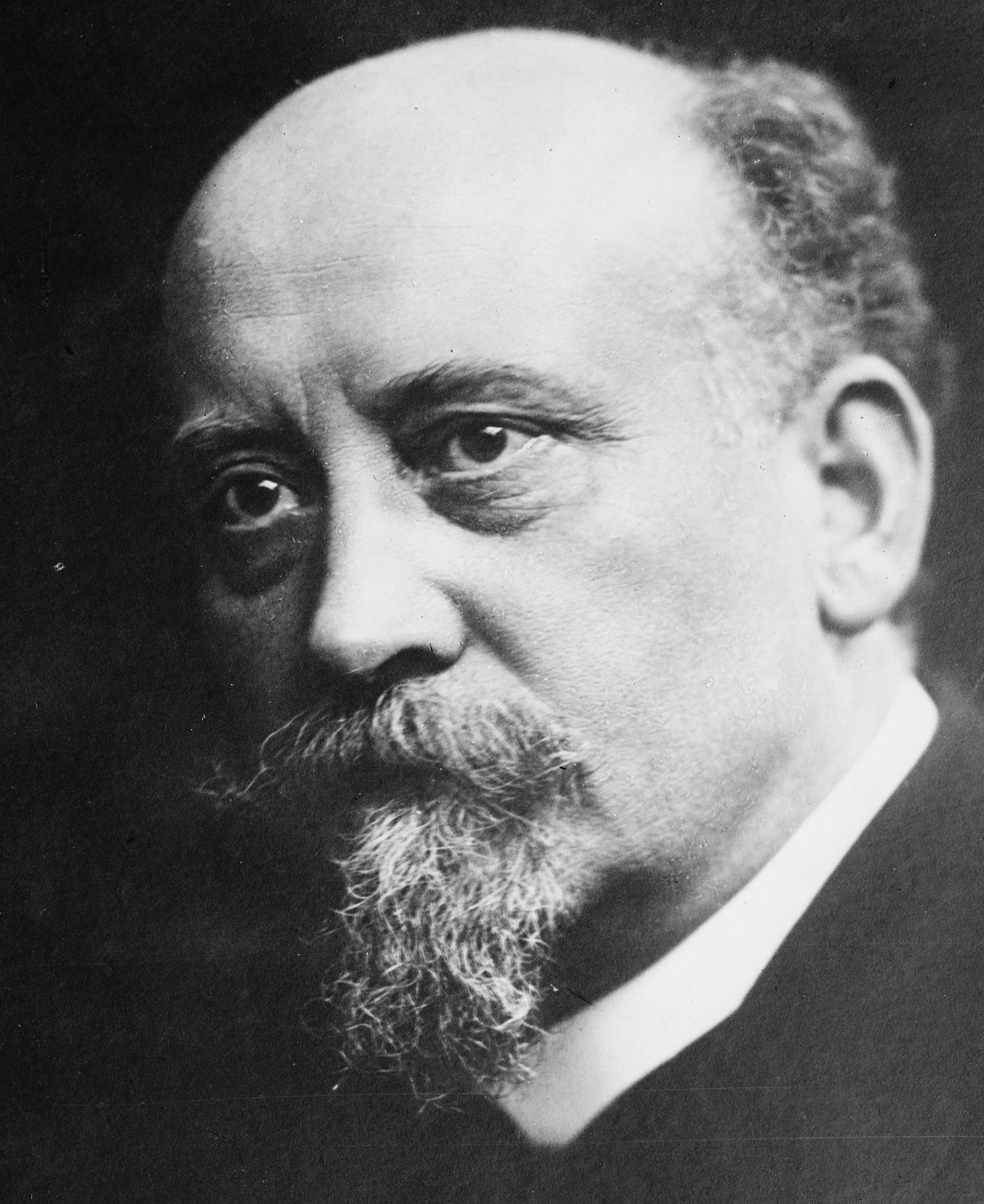
Philipp Scheidemann du SPD

Connu dès le 1er novembre 1916, le décret d'Hohenborn sur le comptage des Juifs est discuté au Reichstag le 2 et 3 novembre. Seul le SPD et le FVP le rejettent. Le social-démocrate Philipp Scheidemann le critique comme une violation de la trêve politique, qui devrait unir tous les Allemands, indépendamment de leur religion et de leur opinion politique, derrière l'empereur comme chef de guerre suprême. Wolfgang Heine (SPD) émet les mêmes critiques. Daniel Stiicklen (SPD) souligne que les Juifs se voient refuser toute promotion dans le rang des officiers, malgré la promesse qui leur avait été faite au début de la guerre, de pouvoir faire carrière dans l'armée. Adolf Neumann-Hofer (libéral) mentionne qu'il s'agit d'une violation de la constitution et de la loi d'émancipation du 3 juillet 1889. Max Quarck (SPD) cite l'introduction jointe au questionnaire envoyé à la 8e armée: « Pour être en mesure de répondre aux accusations injustifiées de la population concernant la préférence accordée aux Juifs ...». Il fait remarquer que cette formule si elle avait été généralisée, aurait évité bien des désagréments. Il dit avoir aussi appris que de nombreux Juifs ont été retirés du front au jour fixé pour l'enquête, et que certains ont été mis dans des services subalternes, sans tenir compte de leur profession et de leur capacité. Ces statistiques sont faussées et doivent donc être abandonnées, car elles ne permettront pas de découvrir les véritables planqués.
Ludwig Haas (de), le porte-parole du FVP, est juif et a obtenu la croix de fer de 1re classe, en tant qu'officier au front. Il tient un discours très émotionnel, et termine son allocution par:
«  J'ai reçu une profusion de lettres ces derniers jours, pleines de récriminations concernant le décret, et certaines d'entre elles, m'ont fait venir les larmes aux yeux. Toutes ces lettres signalent: maintenant nous sommes stigmatisés. »
Les députés des autres partis ne réagissent pas;  Werner, Erzberger et Stresemann restent silencieux pendant les débats. Ce n'est qu'en janvier 1917 que Streseman, qui a accueilli le recensement comme un moyen de réfuter les préjugés, met en garde contre un mouvement antisémite … qui n'a jamais été aussi présent.

### Les associations juives allemandes
Ce n'est que lors de l'intervention de Wrisberg, le 3 novembre 1916, au Reichstag que le public allemand apprend le décret et le recensement en cours dans l'armée. Cela trouble tout particulièrement les associations de Juifs allemands qui voient dans le recensement une discrimination flagrante à l'encontre des Juifs et un recul de l'assimilation en cours et de la politique d'émancipation de l'empire. Pour la première fois, le gouvernement a même fait une déclaration d'une tonalité antisémite, en prenant les Juifs allemands comme groupe cible d'un traitement distinct; à la différence de ce qui s'était passé en 1879, lors de la "Berliner Antisemitismusstreit"  (Controverse antisémite de Berlin (de)), l'opposition de non-Juifs éminents s'est à peine manifestée.

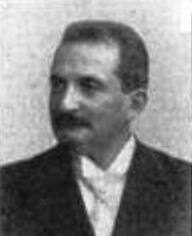
Oscar Cassel, représentant des associations juives, vers 1904

En conséquence, les associations décident d'adopter une approche commune. Depuis que Wrisberg a rejeté le motif antisémite du recensement et que personne ne désire être accusé de manque de loyauté, les associations juives nomment Oskar Cassel (de) (1849-1923), président de l'Association centrale des citoyens allemands de religion juive, en tant que leur porte-parole au Reichstag. Le 7 novembre 1916, Cassel proteste « contre les décrets d'exception à l'égard des Juifs », qui « ternissent et déprécient la capacité de sacrifice de nos coreligionnaires sur le front et à l'arrière ». Oskar Cassel et Max Warburg lancent une pétition auprès du nouveau ministre de la guerre, Hermann von Stein, qui a remplacé Hohenborn le 29 octobre 1916. Warburg lui demande de déclarer publiquement que les juifs combattent avec autant de courage que les autres allemands. Von Stein refuse et cite à Warburg pour prouver le prétendu antipatriotisme des Juifs l'exemple de Heinrich Heine.
Le conseil supérieur des Israélites du pays de Bade nomme le comptage des Juifs, une offense à l'honneur que rien ne justifie, qui va souiller le souvenir de milliers de personnes qui ont donné leur sang et leur vie en sacrifice, dans la joie et l'enthousiasme. À Hanovre, le conseiller à la cour, le sénateur Meyer, envoie au président du parti du centre local, la nécrologie de son frère mort au front, avec la question suivante: 
« Est-ce que vous et vos amis n'ont pas peur des accusations, que ces héros insultés, martyrs muets, vont soulever pendant leur agonie, devant le trône du  Tout-Puissant? »
En octobre 1917, le journal Im deutschen Reich, organe du Central-Verein deutscher Staatsbürger jüdischen Glaubens, écrit: « Pour nous, une autre guerre va débuter après la guerre ».

## Conséquences après la guerre

### Polémique autour des nombres publiés
Au début 1919, Alfred Roth publie, sous le pseudonyme "Otto Arnim", le livre Die Juden im Heere – Eine statistische Untersuchung nach amtlichen Quellen (Les Juifs dans l'armée – une étude statistique d'après des sources officielles). D'après ce livre, les anciens combattants juifs étaient sous-représentés et l'accusation d'embusqués parfaitement justifiée. Mais Roth ne mentionne pas ses sources. Le 26 juillet 1921, sur demande, le ministre de la défense Otto Gessler confirme que les chiffres de Roth sont corrects. En 1921, Roth fait paraître Die Juden in den Kriegs-Gesellschaften und in der Kriegswirtschaft (Les Juifs dans les sociétés de guerre et dans l'économie de guerre). Il y divulgue un mémorandum de juin 1916 et réitère de nombreuses allégations anonymes. Le groupe d'extrême-droite Deutschvölkische Schutz- und Trutzbund utilisera abondamment ces informations pour sa propagande antisémite.
En 1922, Jacob Segall publie les données collectées par le Comité pour les statistiques pendant la guerre, qui présentent un résultat totalement différent. Par la suite, une dispute éclate concernant les différentes statistiques, leurs méthodes de collecte, et l'analyse de leur fiabilité.
La même année, Wrisberg publie le deuxième tome de ses mémoires de guerre, Heer und Heimat (Armée et Patrie), dans lequel il donne pour la première fois les chiffres absolus du ministère de la guerre pour le comptage des Juifs. Comme ces chiffres correspondent à ceux de Roth, on suppose qu'il avait communiqué ces chiffres à Roth en 1918-1919. Il se place dans le camp de Roth contre Segall et justifie le secret gardé par l'État pendant les hostilités. Il affirme qu'un Israélite anonyme l'avait personnellement approché pendant la guerre pour lui demander la divulgation des résultats, mais qu'il avait rapidement retiré sa demande après la communication des chiffres, en précisant que « ces données statistiques confidentielles ne donnaient pas une image favorable de sa race ». Ce n'est qu'après la fin des hostilités, au cours de la révolution de novembre 1918, que le Juif, soudain devient militairement actif et est représenté dans chaque conseil de soldats. Les Juifs pris individuellement deviennent très courageux:   
« Mais on ne doit pas passer à côté du fait que l'activité de sape et de destruction du judaïsme dans l'armée et dans l'économie représente une part énorme dans le malheur qui frappe notre pays. »
Il reprend ainsi la version antisémite du Dolchstoßlegende (légende du coup de poignard dans le dos) que le groupe des annexionnistes d'Heinrich Claß propage, rejetant dès avant la fin de la guerre, la responsabilité de la défaite et de ses conséquences sur la Juiverie internationale. Pour lui, la révolution n'a pas suivi l'armistice, mais a été une des raisons de celui-ci.

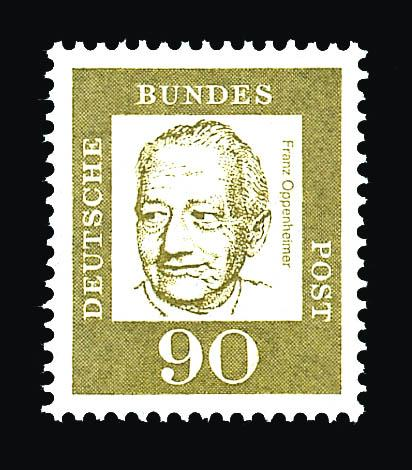
Timbre à l'effigie du statisticien Franz Oppenheimer

Le statisticien et démographe juif Franz Oppenheimer leur répond en publiant en 1922 Die Judenstatistik des Preußischen Kriegsministeriums (Statistiques sur les Juifs du ministère de la guerre prussien). Dans la première partie, il présente et critique la méthode employée pour l'enquête:  en raison de la situation de guerre, la proportion de soldats juifs n'a été déterminée qu'à partir de résultats très partiels obtenus par l'administration des armées. De plus la méthode employée contient manifestement de nombreuses erreurs et aucun contrôle des résultats n'a été effectué. Des corps de troupe, des officiers ainsi que du personnel administratif ont pu fournir ou transmettre des déclarations inexactes ou faussées; les questions étant suggestives, certains ont pu volontairement agir afin de rendre des chiffres les plus bas possibles; des soldats juifs, qui avaient caché leur religion afin d'échapper aux brimades, n'ont pas été comptabilisés; des officiers antisémites ont pu renvoyer à l'arrière certains de leurs soldats juifs juste avant le recensement afin d'influencer négativement les résultats. Seule une procédure minutieuse et coûteuse de recensement de tous les soldats, Juifs et non-Juifs, sur l'ensemble des forces armées aurait permis d'ajuster les résultats et de réduire les erreurs. Ce n'est qu'à partir de ce comptage total, effectué pendant la guerre, que l'on aurait pu tirer des conclusions sûres.
Dans sa seconde partie, Oppenheimer signale certaines erreurs flagrantes de Wrisberg: il se base sur environ 615 000 Juifs allemands, alors que leur nombre était de 550 000 en 1914. Wrisberg se réfère au recensement de 1910, qui tenait compte alors de 60 000 à 70 000 résidents juifs non-Allemands. De plus, il a sous-estimé d'environ 20 000 le nombre de soldats juifs se trouvant au front; Segall se base sur un nombre plus réaliste obtenu après une enquête nationale réalisée auprès de toutes les communautés juives pendant la durée de la guerre. Wrisberg n'a pas tenu compte du fait que des statistiques effectuées à une date fixée, peuvent différer des valeurs moyennes obtenues sur une période plus longue. Il a augmenté de onze pour cent le nombre de Juifs se trouvant à l'arrière sous prétexte de retrouver le nombre total de Juifs incorporés. Pour Oppenheimer, aucun de ces chiffres ne sont significatifs, tant que l'on ne les compare pas avec des résultats que l'on aurait dû acquérir auprès de non-juifs. On ignore la proportion de non-Juifs qui a été réformée, renvoyée à l'arrière, ou en permission à une date précise. En raison de la méthode de collecte employée et des erreurs élémentaires dans l'analyse des chiffres, Oppenheimer décrit cette enquête comme la plus grande monstruosité statistique, dont s'est rendu coupable une autorité publique.
Dans la troisième partie, il souligne les contrevérités de Wrisberg concernant ces statistiques. Même correctement réalisées, pour leur analyse, il aurait fallu prendre en compte la structure par âge, les catégories professionnelles, le taux de mortalité, le milieu rural ou urbain, ainsi que de nombreuses autres caractéristiques particulières de la communauté juive. Il est indéniable que l'on trouve chez elle, beaucoup de médecins et de profession libérale et relativement peu d'agriculteurs; certaines professions sont proportionnellement nettement sous ou surreprésentées. Les médecins et autres personnels de santé étaient exemptés de service actif et ne peuvent en aucune façon être considérés comme des « embusqués ». Il en est de même pour les traducteurs, les journalistes et rédacteurs des journaux aux armées, dont l'armée avait besoin à l'arrière, et qui étaient souvent des Juifs. Oppenheimer demande alors un réexamen des chiffres de Segall et de Wrisberg par des scientifiques indépendants, mais le gouvernement refuse arguant qu'un nouveau dépouillement ne pourrait que provoquer un regain d'antisémitisme.
En conclusion, Segall et Oppenheimer démontrent que près de 100 000 Juifs ont participé à la guerre, que parmi eux, 78 000 ont combattu au front et que 12 000 y sont morts. Environ 10 000 Juifs se sont engagés volontairement, 19 000 ont eu de l'avancement et 30 000 ont reçu des médailles pour bravoure exceptionnelle. Le pourcentage d'appelés, de soldats au front, de morts et de blessés, ne diffère que très peu de celui des non-juifs. 23 000 soldats juifs se sont retrouvés à l'arrière dont 11 060 dans les services de santé et dans la haute administration militaire, mais seulement 2 000 dans le rang des officiers. Ils ont ainsi documenté l'antisémitisme dans l'armée allemande.

### Antisémitisme croissant
Les différentes études scientifiques sur le comptage des Juifs ne modifient guère l'antisémitisme dans l'armée et la société allemandes. Ainsi en décembre 1918 est fondé le Stahlhelm, Bund der Frontsoldaten (Casque d'acier, Ligue des soldats du front), une organisation paramilitaire regroupant les soldats ayant combattu au front. Cette organisation refuse l'adhésion des anciens combattants juifs. Ceux-ci adhèrent alors à la Reichsbund jüdischer Frontsoldaten (en) (Ligue du Reich des soldats juifs du front) qui jusqu'en 1935, avec son journal Der Schild (le Bouclier), tentera sans succès de démontrer l'effort de guerre juif et d'enrayer les provocations antisémites.

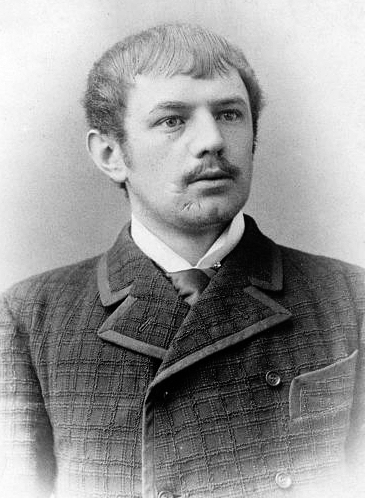
Le nazi Dietrich Eckart

Le nazi Dietrich Eckart promet en 1921 une récompense de 1 000 Reichsmarks  à qui lui indiquerait une famille juive dont les fils auraient combattu au front pendant plus de trois semaines. Le grand-rabbin de Hanovre, Samuel Freund, cite alors 20 familles juives de sa ville répondant à ce critère, et attaque Eckart en justice quand celui-ci refuse de payer. Lors du procès, Freund cite 50 familles juives supplémentaires dont certaines avec sept fils anciens combattants et d'autres ayant perdu trois fils à la guerre. Eckart perd son procès et est obligé de payer.
À titre d'exemple, le Dr Otto Rosenthal a servi lors de la Première Guerre mondiale dans l'armée royale bavaroise et a été décoré de la croix de fer. Lors de ses obsèques en 1924, le rabbin Isaak Heilbronn se plaint de l'antisémitisme du corps des officiers et de la décision de l'association des vétérans du 8e régiment d'artillerie de l'armée bavaroise qui décide que « à l'avenir, le drapeau de l'association ne sera plus déployé lors de funérailles de camarades de confession israélite et que la présence de camarades, à titre individuel, est entièrement facultative ».
Le 12 février 1924, le parlement crée une sous-commission chargée d'enquêter sur les causes de la défaite et étudier la question du sabotage. Le rapporteur du Parti national du peuple allemand, Albrecht Philipp, pose la question du coup de poignard dans le dos, et affirme que le résultat du comptage des Juifs, fait en 1916, était resté secret à la suite des pressions politiques exercées par des groupes favorables aux Juifs. À la suite de cela, le député du SPD d'origine juive, Julius Moses (de), cite les nombres de Segall et mentionne le procès perdu par Dietrich Eckart. Trois officiers supérieurs, les généraux Hermann von Kuhl, Otto von Stülpnagel et Bernhard Schwertfeger font état de leurs expériences positives avec les soldats juifs et reconnaissent leur bravoure, même s'ils restent persuadés que l'armée allemande a bien reçu un coup de poignard dans le dos.
Malgré cela, le Parti national du peuple allemand (DNVP) et le parti nazi (NSDAP) propagent la version antisémite et entretiennent parmi les officiers du Reich le ressentiment  sur le comptage des Juifs. L'ancien général Erich Ludendorff soutient dans ses mémoires: 
« Les profiteurs de guerre étaient avant tout principalement des Juifs. Ils réussirent à obtenir une influence dominante dans les sociétés de guerre [...], ce qui leur offrait l'occasion de s'enrichir aux frais du peuple allemand et de prendre possession de l'économie allemande, et ainsi d'atteindre l'un des objectifs de pouvoir du peuple juif. »
Adolf Hitler, en 1925, reprend  cette théorie dans Mein Kampf:
« L'ambiance générale était misérable... Les bureaux étaient occupés par des Juifs. Presque tous les employés étaient des Juifs et chaque Juif était un employé... Les choses étaient encore pire dans l'économie. Ici, le peuple juif était devenu en effet « indispensable. » L'araignée avait commencé à sucer lentement le sang du peuple par les pores. D'une manière détournée, à travers les sociétés de guerre, ils avaient trouvé l'instrument pour tuer petit à petit l'économie nationale et libre. »

## Analyse historique
L'historien Werner Jochmann (en) donne un certain nombre de raisons pour expliquer pourquoi le recensement des Juifs ne pouvait que donner des résultats contestables:
« À Berlin, personne ne doute que la majorité des officiers et sous-officiers n'est ni prête ni compétente pour réaliser une telle enquête de façon équitable et objective. Les différents états-majors ont envoyé des questionnaires totalement insuffisants, de sorte que l'enquête ne pouvait qu'aboutir à des résultats incorrects. Là où des antisémites sont responsables du traitement du comptage, ils ont, sans hésitation, compté les blessés et les réaffectés comme les spécialistes techniques ou les interprètes, parmi les soldats de l'arrière. »
En 1981, l'historien spécialiste de l'histoire politique de l'Allemagne, Heinrich August Winkler, affirme que l'enquête est d'une part la suite du combat des élites allemandes contre la politique de libéralisation mise en marche par le Kulturkampf d'Otto von Bismarck et les lois socialistes, et d'autre part le début d'une recherche de coupables pour la défaite attendue.
« Après la disparition de l'espoir d'une victoire, la tentation est forte de trouver qui blâmer… Les insinuations des antisémites sont totalement sans fondement. L'enquête est néanmoins la première reconnaissance et légitimation gouvernementale de l'antisémitisme depuis l'émancipation des Juifs au XIXe siècle. C'est là que se situe l'importance historique radicale de cette opération ressentie comme choquante, et pas uniquement par les Juifs. »
Volker Ullrich, en 1996, exprime sa théorie sur les motifs réels du recensement:
« Celui-ci n'était pas destiné, pour le ministère de la guerre prussien, à réfuter les accusations antisémites, mais au contraire, pour obtenir de la matière pour leur confirmation. L'antisémitisme traditionnellement fort dans le corps des officiers se répercutait ici, mais aussi les nouveaux chefs d'état-major Paul von Hindenburg et Erich Ludendorff y trouvaient un intérêt pour mobiliser toutes les forces disponibles au front et dans l'industrie de l'armement. Le comptage des Juifs était en conséquence un tribut à la majorité antisémite du corps des officiers, afin de les rassurer et de les mobiliser pour de grands objectifs de guerre. »
Pour Peter Pulzer (de), en 1997, ce comptage est le signe le plus clair que l'esprit de 1914 s'est envolé, et que le gouvernement a adopté les idées de la droite radicale. Il rajoute: 
« Aucun autre acte de guerre n'a davantage contribué à rappeler aux Juifs leur statut d'aliénés et de bâtards.  »
Hans Mommsen écrit en 2000 que le recensement est le début d'une nouvelle vague antisémite qui identifiera les Juifs aux judéobolchéviques dans l'Allemagne de l'après-guerre.
« L'association du communisme au judaïsme est à cette époque une idée qui progresse et qui est partagée par le corps des officiers. Ceci peut expliquer pourquoi les chefs militaires allemands ne réagiront pas plus tard lors des massacres d'extermination raciale, mais y participeront plus ou moins. »
De même, en 2002, Wolfram Wette écrit qu'il voit le recensement comme une nouvelle étape de l'antisémitisme dans le corps des officiers allemands, qui s'est poursuivie de la période impériale jusqu'à la période nazie, avec les crimes de la Wehrmacht en Europe de l'Est et son implication possible dans la Shoah. L'antisémitisme des officiers a pu influencer les simples hommes de troupe et favoriser leur participation aux fusillades de masse à partir de 1939. Ceci est encore mal compris. Les antisémites dans le troisième OHL (Oberste Heeresleitung), commandement suprême des armées, tels que le colonel Max Bauer (en), propagent le cliché du Juif tire-au-flanc et de la domination des Juifs sur la politique intérieure et sur ceux qui aspirent à une paix négociée. Ils ont ainsi utilisé le comptage des Juifs supposés planqués pour préparer la légende du Dolchstoßlegende (coup de poignard dans le dos).
Hans-Ulrich Wehler énonce en 2008 quatre raisons historiques pour le recensement:   1/. Hohenborn est sous pression du nouveau commandement qui désire mobiliser toutes les forces dans le but d'un conflit élargi. Il doit examiner les accusations contre les Juifs afin de permettre de nouveaux recrutements et éviter de fournir à l'OHL des raisons de le déposer. 2/. Les  responsables chargés de la mise en œuvre du recensement, en particulier Max Bauer et Wrisberg, sont eux-mêmes des antisémites, qui sous le prétexte d'apaiser le public, reprennent les demandes de l'extrême-droite antisémite. 3/. Le commandement de l'armée veut dissuader les associations juives de réclamer de l'avancement pour les soldats juifs qui, malgré leurs faits d'armes prouvés, sont statistiquement plus souvent nommés officiers de réserve qu'officiers d'active. 4/. Le but des antisémites dans l'armée rejoint celui des annexionnistes, ces mouvements d'extrême-droites qui dénoncent la trêve de-facto de l'été 1916.